# Jud Larson
Clarence Walter "Jud" Larson, född den 21 januari 1923 i Grand Prairie, Texas, USA, död den 11 juni 1966 i Reading, Pennsylvania, USA, var en amerikansk racerförare.

## Racingkarriär
Larson tävlade i USAC National Championship under ett flertal säsonger, och vann redan i sin andra start i serien 1956. Han gjorde sin första hela säsong 1957, och lyckades då vinna två tävlingar och sluta femma sammanlagt. Larsons allra bästa säsong kom 1958, med ytterligare två segrar, samt en fjärdeplats totalt. Efter det tävlade han bara sporadiskt och utan större framgångar i mästerskapet, innan han återvände för en full säsong 1965, och slutade då på nionde plats. Larson lade istället större fokus på sprint cars, där han nådde framgångar, men där han också kom att dödskrascha under 1966, i en olycka som också dödade Red Riegel.

## USAC National Championship

### Segrar
| Nr | Bana       | År   |
| -- | ---------- | ---- |
| 1  | Sacramento | 1956 |
| 2  | DuQuoin    | 1957 |
| 3  | Indiana    | 1957 |
| 4  | Lakewood   | 1958 |
| 5  | Arizona    | 1958 |